# نیو فانک
نیو فانک (به انگلیسی: Nu-Funk) شکل معاصر سبک موسیقی فانک است.
در اواسط دههٔ ۱۹۹۰ و مجدداً اواسط دههٔ ۲۰۰۰، تعداد زیادی از گروه‌های موسیقی جدید پدیدار شدند که ساختارهای اصلی در نظر گرفته شده جهت تقلید از گروه‌های دیپ فانک را اجرا می‌کردند. مفهوم این سبک معمولاً شامل استفاده از سازها و تجهیزات ضبط موسیقی قدیمی و همچنین تکثیر و پخش اثر با استفاده از صفحه‌های آنالوگ می‌شود؛ گرچه استفاده از صداهای محکم تر و مطابق با تکنولوژی روز نیز چندان غیرمعمول نیست. نیو فانک از نظر سبکی چیزی نزدیک به «گروه‌های جَم» است.
سبک نیو فانک از شهر بروکلین و دههٔ ۱۹۸۰ سرچشمه گرفته است. در آن زمان نیو فانک دارای سرعت پائین، رقص‌آور (در واقع قابل رقص) و همچنین دارای صداهای تکرار شونده بود. شنوندگان مایل بودند با این موسیقی رقص سوینگ یا اصطلاحاً «جایو» انجام دهند.
بر خلاف موسیقی فانک که در درجه اول برخاسته از ایالات متحده است، نیو فانک یک پدیدهٔ جهانی است؛ به گونه‌ای که اکثر گروه‌های معروف این سبک مانند کوانتیک سول اورکسترا و نیو مسترساندز اهل بریتانیا هستند. کشورهای دیگر نیز با گروه هائی مانند پوئتز آو ریتم از آلمان و بامبوز از استرالیا به خوبی خود را در این عرصه نشان داده‌اند.